# Серби (Звягельський район)
Серби́ — село в Україні, в Звягельському районі Житомирської області. Населення становить 636 осіб.

## Географія
Межує на півночі з Покощевим, на північному сході з Середами, на сході з Старими Сербами та Новими Сербами, на південному сході з Варварівкою, на півдні з Мойсіївкою, на заході з Старим Хмериним, на північному заході з Тайками. Через село протікає річка Гать, права притока Случі. На південний захід від села розташований ботанічний заказник «Ольгино».

## Історія
Перша згадка про село в актi роздiлу володiнь князя Василя Констянтиновича Острозького мiж його синами Янушем i Олександром пiд назвою Волосовщина Воля (Wołosоwszyzna Wola),
За актом подiлу володiнь князя Олександра Острозького мiж його дочками за 1621 рiк, поселення записано як село Серби i пуща Волосчовщизна (sioło Serby y pusźcźa Woloscźowczyzna)   .
Село  показано на мапi Даніеля Цвікера від 1650 року. 
Село було центром Сербівської волості Новоград-Волинського повіту Волинської губернії. Відстань від повітового міста 25 верст. Дворів 296, мешканців 1813.